# 莫尔施莱本
莫尔施莱本（德語：Molschleben）是德国图林根州的市镇，隶属于哥达县。总面积为15.24平方千米，截至2023年12月31日总人口为1,002人。